# Kwara
Kwara és un dels trenta-sis estats que formen la República Federal de Nigèria. La capital és Ilorin. Té una extensió de 36.825 km² i limita al nord amb l'estat de Níger, a l'est amb l'estat de Kogi, al sud amb els de Ekiti, Osun i Oyo i a l'oest amb la república de Benín. Se l'anomena "Estat de l'harmonia".
La població s'eleva a la xifra de 2.702.949 persones (dades del cens de l'any 2007). La densitat poblacional és de 73,4 habitants per quilòmetre quadrat. Les principals poblacions, a part de la capital Ilorin, són: Offa i Jebba, al riu Níger, Patigi, Erin-lIe, lIoffa, Adeleke Igbewere, Ejidongari, Osi, Lafiagi, Gure, Afon, Kaiama, Isanlu-lsin, Omu-Aran, Egbejila, lIota, Iponrin i Igbaja. Les principals ètnies residint a l'estat de Kwara són els iorubes, nupes, baribes i fulanis.
L'estat va ser creat en 1967 com un dels 12 primers estats que van substituir l'antiga organització territorial basada en regions. El seu nom fou Kwara, paraula d'un idioma local que al·ludeix al riu Níger. En els anys següents, part del seu territori original va ser cedit per a la creació de nous estats (Kogi) o cap a altres estats (Borgu).
Aquest estat se subdivideix internament en un total de setze àrees de govern local:
| - Asa - Baruten - Edu - Ekiti - Ifelodun - Ilorin-East - Ilorin-South - Ilorin-West | - Irepodun - Isin - Kaiama - Moro - Offa - Oke-Ero - Oyun - Patigi |